# Revesjö kyrka
Revesjö kyrka är en kyrkobyggnad i Revesjö, Svenljunga kommun. Den tillhör sedan 2006 Svenljungabygdens församling (tidigare Revesjö församling) i Göteborgs stift.

## Kyrkobyggnaden
Kyrkplatsen är belägen på en kulle vid Kyrkesjön och där har funnits kyrka sedan medeltiden. Nuvarande kyrka i nyklassicistisk stil uppfördes 1846 av byggmästare Johan Wennberg från Sandhults socken och invigdes 1849. Den är byggd av sten och består av rektangulärt långhus med halvrunt kor i öster och torn i väster. I norr finns en vidbyggd sakristia. Kyrkans ytterväggar är spritputsade och vitmålade. Långhuset och sakristian har sadeltak belagda med lertegelpannor, medan korets tak är belagt med kopparplåt. Kyrktornet har ett tälttak belagt med kopparplåt. Ovanpå torntaket finns en lanternin med koppartak och ovanpå lanterninen finns ett förgyllt kors. 
Kyrkan är en av de bäst bevarade nyklassicistiska kyrkorna i stiftet. Inredningen, utförd av Johannes Andersson i Mjöbäck med stilelement typiska för den så kallade Boråsdekoren, har   bänkgavlar med pilastermotiv med kannelyrer, romber och guttae. Stilen blev allmän i trakten efter stadsbranden i Borås 1827.

## Inventarier
- Dopfunt av sandsten tillverkad på 1200-talet i en del. Höjd: 80 cm. Cuppan är stor, cylindrisk med skrånande undersida avskild från den cylindriska foten genom en kraftig repstav. Cuppans liv har överst mellan band och rundstav bandornament. Nedanför finns flätverk med liljor, treblad och andra växtornament. På fotskivan finns flätornament. Alla ornament utom rundstavarna är utförda i platt relief. Uttömningshål saknas. Relativt välbevarad[1]
- Predikstol och altaruppsats är sannolikt tillverkade av Johannes Andersson.
- Altartavlan, som sattes upp 1951, är utförd av Boråskonstnären John Hedæus. Tavlans motiv är: Jesus lämnar graven.
- Ljuskronorna härstammar från 1600-talet och 1700-talet.

### Klockor
- Storklockan är gjuten 1530 av den så kallade Nittorpsmästaren. Den har en ovanligt låg och bred form med skriftband med inskrift som på modern svenska lyder: Herrens år 1530 göts jag. Gud hjälpe alla som hava hjälpt härtill![2]
- Lillklockan inköptes 1960 efter en donation av den kyrkans ringaren.

### Orgel
Orgeln är mekanisk och tillverkad 1956 av Hammarbergs Orgelbyggeri AB. Den har tolv stämmor fördelade på två manuialer och pedal. Fasaden härstammar från den tidigare orgeln byggd 1868 av Erik Adolf Setterquist.